# Cục Thông tin đối ngoại (Việt Nam)
Cục Thông tin đối ngoại là cơ quan trực thuộc Bộ Thông tin và Truyền thông, thực hiện chức năng tham mưu, giúp Bộ trưởng thực hiện quản lý nhà nước và thực thi pháp luật về thông tin đối ngoại.
Cục Thông tin đối ngoại thành lập ngày 28/6/2008, theo Quyết định số 36/2008/QĐ-BTTTT ngày 13/6/2008 của Bộ trưởng Bộ Thông tin và Truyền thông.
Chức năng, nhiệm vụ, quyền hạn và cơ cấu tổ chức của Cục Thông tin đối ngoại được quy định tại Quyết định số 1495/QĐ-BTTTT ngày 14/8/2023 của Bộ trưởng Bộ Thông tin và Truyền thông.

## Nhiệm vụ và quyền hạn
Theo Điều 2, Quyết định số 1495/QĐ-BTTTT ngày 14/8/2023 của Bộ trưởng Bộ Thông tin và Truyền thông, Cục Thông tin đối ngoại có các nhiệm vụ, quyền hạn chính:
- Chủ trì nghiên cứu, đề xuất và thực hiện việc xây dựng, trình Bộ trưởng ban hành hoặc để Bộ trưởng trình cấp có thẩm quyền ban hành các dự thảo văn bản quy phạm pháp luật thuộc lĩnh vực thông tin đối ngoại.
- Tổng hợp, phân tích, đánh giá dư luận báo chí nước ngoài nói về Việt Nam theo định kỳ, theo chuyên đề và khi có các sự kiện trong nước và quốc tế quan trọng.
- Chủ trì, phối hợp với Vụ Hợp tác quốc tế tổ chức cung cấp thông tin giải thích, làm rõ, phản bác các thông tin sai lệch về Việt Nam trên các lĩnh vực.
- Xây dựng quy định về cơ chế trao đổi, phối hợp, cung cấp, chia sẻ thông tin đối ngoại giữa các cơ quan nhà nước với các cơ quan báo chí.
- Là đầu mối phối hợp thực hiện công tác thông tin đối ngoại với các Bộ, Ngành, địa phương, cơ quan báo chí, các tổ chức trong và ngoài nước.
- Phối hợp với các cơ quan hướng dẫn nội dung và cung cấp thông tin đối ngoại cho các cơ quan thông tấn, báo chí của Việt Nam theo định kỳ hoặc đột xuất.
- Phối hợp với các tổ chức liên quan quản lý hoạt động của báo chí Việt Nam liên quan đến nước ngoài, hoạt động của báo chí nước ngoài khi có yêu cầu.
- Chủ trì, phối hợp kiểm tra, khảo sát, đánh giá hiệu quả hoạt động thông tin đối ngoại của các Bộ, cơ quan ngang bộ, cơ quan thuộc Chính phủ, Ủy ban nhân dân cấp tỉnh, các cơ quan đại diện Việt Nam ở nước ngoài, các cơ quan báo chí, xuất bản trong nước và các cơ quan thường trú của cơ quan báo chí tại nước ngoài.
- Tham mưu, đề xuất và thực hiện các hoạt động thông tin đối ngoại ở địa bàn nước ngoài nhằm thông tin, tuyên truyền, giới thiệu, quảng bá hình ảnh đất nước, lịch sử, văn hóa, và con người Việt Nam, đấu tranh phản bác các quan điểm sai trái, đặc biệt trong các lĩnh vực biên giới, lãnh thổ, dân chủ, nhân quyền của Việt Nam.
- Chủ trì đề xuất, tổ chức đón các đoàn phóng viên nước ngoài nhằm quảng bá hình ảnh Việt Nam trên các phương tiện thông tin đại chúng quốc tế.
- Đề xuất, đặt hàng và tổ chức thực hiện sản xuất các sản phẩm phục vụ thông tin đối ngoại bằng tiếng Việt và tiếng nước ngoài nhằm tuyên truyền đối ngoại, đấu tranh phản bác các quan điểm, luận điệu sai trái, giới thiệu quảng bá hình ảnh Việt Nam tới cộng đồng người Việt Nam ở nước ngoài, người nước ngoài ở Việt Nam và cộng đồng quốc tế.
- Tổ chức quản lý, vận hành và khai thác Trang thông tin điện tử đối ngoại; cổng thông tin asean.vietnam.vn Lưu trữ ngày 8 tháng 12 năm 2021 tại Wayback Machine và các trang thông tin điện tử phục vụ nhu cầu thông tin đối ngoại; triển khai xây dựng kênh truyền hình thông tin đối ngoại phát sóng ra nước ngoài theo quy định của pháp luật.
- Thực hiện các nhiệm vụ khác do Bộ trưởng giao.

## Lãnh đạo Cục[7]
- Cục trưởng: Phạm Anh Tuấn
- Phó Cục trưởng:

1. Đinh Tiến Dũng[8]
2. Nguyễn Văn Thuật[9]
3. Nguyễn Thị Hoa Mai

## Cơ cấu tổ chức
(Theo Quyết định số 1495/QĐ-BTTTT ngày 14/8/2023 của Bộ trưởng Bộ Thông tin và Truyền thông)

### Các phòng giúp việc Cục trưởng
- Văn phòng Cục
- Phòng Nghiệp vụ - Điều phối
- Phòng Truyền thông đối ngoại

### Đơn vị sự nghiệp trực thuộc
- Trung tâm Báo chí và Hợp tác truyền thông quốc tế